# Церква Вознесіння Господнього (Устеріки)
Церква Вознесіння Господнього — культова споруда, діючий дерев'яна церква Верховинського благочиння Коломийської єпархії Православної церкви України у с. Устеріки Верховинського району Івано-Франківської області.

## Історія
Розташована в центрі села, з півночі від головної дороги. Церква Вознесіння Господнього належить до ПЦУ. Настоятель ієрей Петро Данильчик. Храм — пам'ятка архітектури національного значення (ох. № 1150-Н).
У 1927 році, під керівництвом війта Недоходюка М. І., розпочалось будівництво церкви майстрами з с. Яворів. Церкву збудовано у 1930 році, а 1936 року Храм був освячений. Під час радянського періоду зачинена, проте віруючі все одно проводили богослужіння. Тодішня влада на початку 1980-х років перетворила церкву на краєзнавчий музей. У 1990 році, під тиском громади та за сприяння сільської ради, церкву було відчинено. Чин освячення Храму здійснив протоірей Роман Олексюк. 1992 року на церковному подвір'ї була зведена дзвіниця та встановлений дзвін, освячений в честь Апостола Андрія Первозваного.
В радянські часи церква охоронялась як пам'ятка архітектури Української РСР (№ 1150).
За часи незалежності у Храмі було проведено ряд ремонтних робіт, зокрема, перекритий дах: замість ґонту поставлено бляху, а також встановлено іконостас. У 2000 році були розписані стіни Храму. Зза настоятельства протоієрея Василя Данильчика, у 2004 році, біля церкви була збудована кам'яна капличка зі скульптурним зображенням Пресвятої Богородиці.
2012 року на території Храму зведено приміщення недільної школи. У січні 2015 року було освячено та встановлено ще два дзвони: на честь Святого Василія Великого (70 кг.) та на честь Святої Мучениці Софії (40 кг).

### Архітектура
У храмовій споруді втілені найхарактерніші риси гуцульської школи народної дерев'яної архітектури. Наймолодша за віком серед дерев'яних церков у Верховинському районі.
Дерев'яна, невелика за розмірами, хрестова в плані, яку завершує один верх на середхресті нави, з піддашшям на випусках вінців зрубів. Західний і південний входи оформлені крильцями. Пропорції споруди високі. Весь простір інтер'єру підпорядковане монументально розкритому увись верху. З заходу до бабинця прибудували рівноширокий зашклений ґанок, з півдня до нави — менший ґанок. Захристія прибудована при східній стіні вівтаря. Над опасанням стіни суцільно оббиті бляхою з чеканкою, під опасанням зберегли з відкритого зрубу. Дерев'яна дзвіниця не збереглася.